# Pfarrkirche Eichkögl

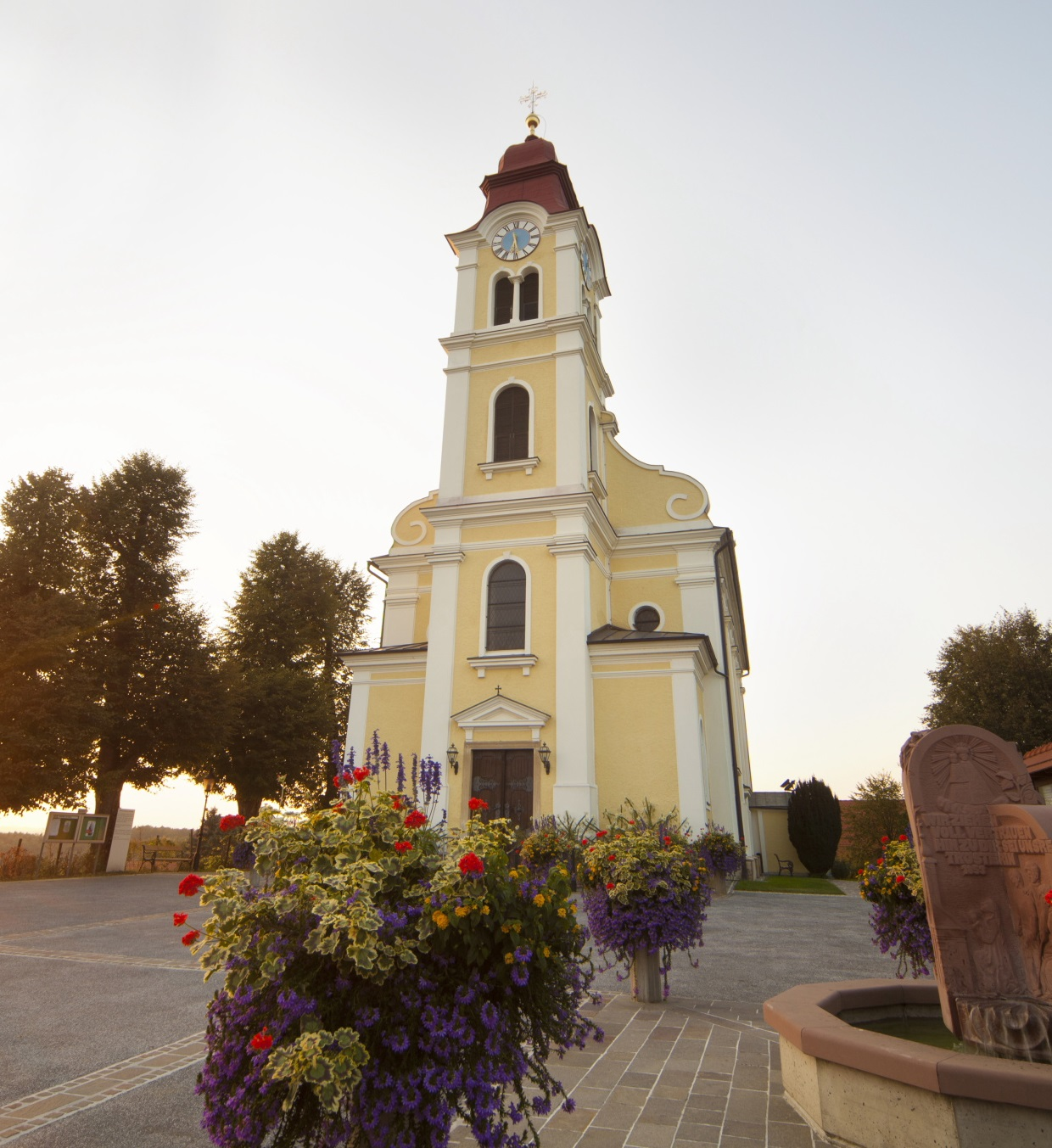
Wallfahrtskirche „Mariä Heimsuchung“ in Klein Mariazell am Eichkögl

Die römisch-katholische Wallfahrtskirche Klein Mariazell liegt auf einer Anhöhe zwischen Raab- und Rittscheintal. Sie befindet sich in der Gemeinde Eichkögl in der Steiermark. In den Jahren 1883 bis 1890 wurde die Kirche anstelle einer seit 1853 bestehenden Kapelle errichtet. Eine eigene Pfarre besteht seit 1926. Die Wallfahrtskirche Mariä Heimsuchung (2. Juli) gehört zum Dekanat Feldbach in der Diözese Graz-Seckau.

## Geschichte
1828 pflanzte das Kind Theresia Payer eine Birke und befestigte daran ein Bild der Gnadenmutter, das sie von einer Wallfahrt mit nach Hause genommen hatte. Später ehelichte sie Anton Kobald, den Besitzer eines Gasthauses. 1852 erkrankte der Mann an einer Lungenentzündung. Er gelobte, im Falle seiner Gesundung, anstelle des einfachen Bildstockes eine Kapelle zu errichten. Nach seiner Genesung wurde die Kapelle erbaut, und am 29. September 1853, dem Fest vom hl. Erzengel Michael, als Kapelle Klein-Mariazell geweiht. Bedingt durch das zunehmende Wallfahreraufkommen, beschloss das kinderlose Ehepaar den Bau einer Kirche, welche von 1883 bis 1890 im neubarocken Stil errichtet wurde. Die Weihe der Kirche mit Fürstbischof Johann Baptist Zwerger erfolgte am 14. Juni 1890. Zum 1. Jänner 1926 wurde die Kirche zur Pfarrkirche erhoben.

## Baustil
Die historische Kirche wurde im Stil des heimischen Spätbarocks erbaut. Das dreijochige Langhaus mit einem geraden Chorabschluss ist mit Wandpilastern gegliedert und von einem Kreuzgratgewölbe überdacht. Das helle, geräumige Innere der Kirche bietet 1000 Personen Platz. Am Chorschluss befindet sich eine Sakristei mit Emporen. Die Hauptfassade wird von einem vorgezogenen quadratischen Turm beherrscht, der mit einem gebrochenen Glockenhelm abgeschlossen ist. Auf beiden Seiten wird der Turm von Kapellen mit Volutengiebel flankiert. Die Gemeinde Eichkögl, im Hügelland des Raabtales gelegen, besticht durch die sanfte Schönheit ihrer Landschaft. Markierte Wander- und Spazierwege laden zur Erkundung dieser Gegend ein, die Erholung vom Stress und der Hektik des Alltags verspricht.

## Ausstattung

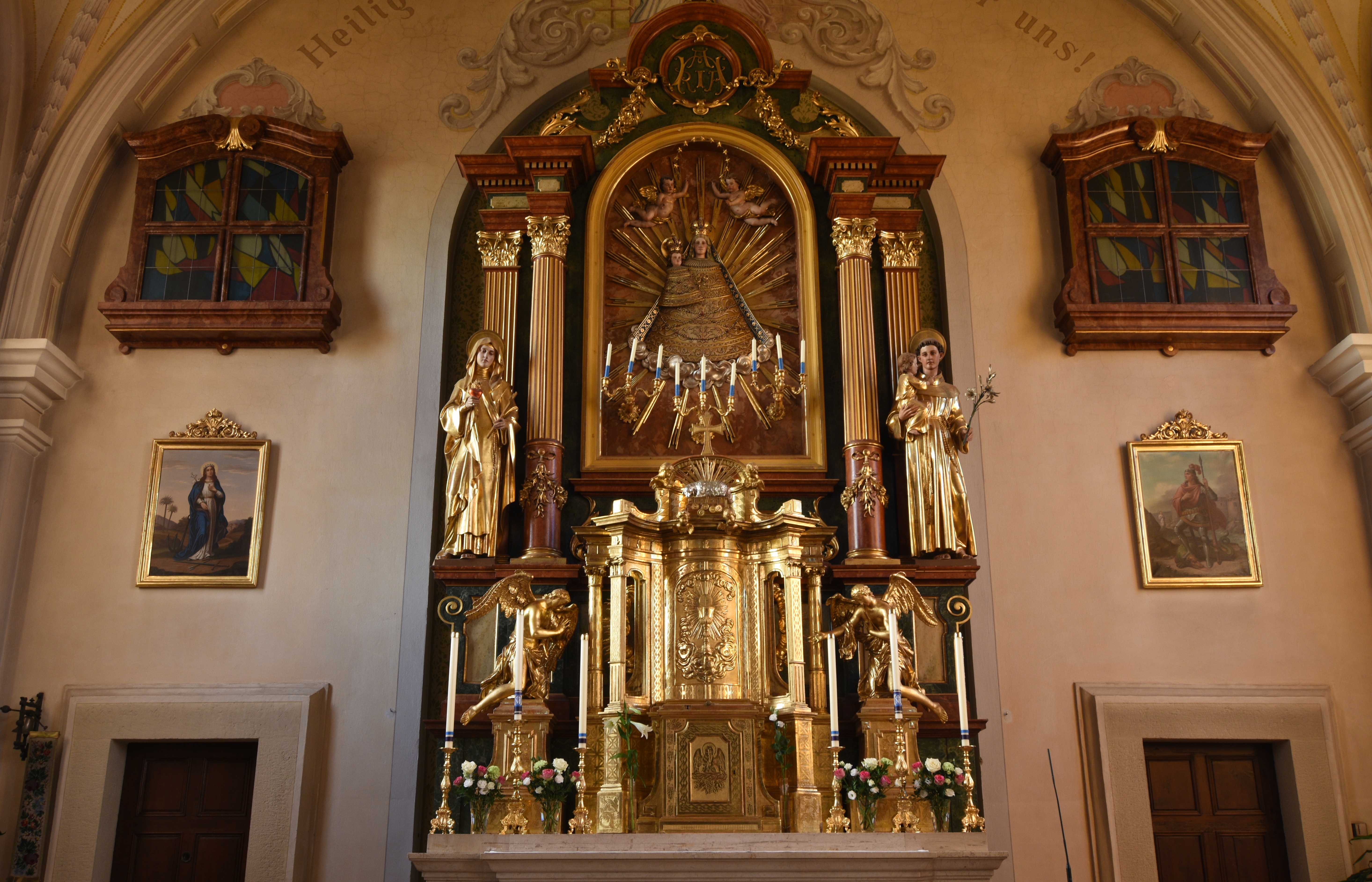
Der Gnadenaltar

Der Gnadenaltar aus der ehemaligen Kapelle ist jenem der Basilika von Mariazell nachempfunden.

### Orgel
Die Orgel wurde 1938 von Karl Reinisch’s Erben erbaut. Das Gehäuse, 1888 aus der Pfarrkirche St. Margarethen an der Raab in die Wallfahrtskirche überstellt, wurde von Ferdinand Schwarz 1753 (Hauptgehäuse) bzw. von Franz Xaver Schwarz 1794 (Positiv) erbaut. Sie verfügt über zehn Register auf zwei Manualen und Pedal. Das Positiv ist eine stumme Attrappe.

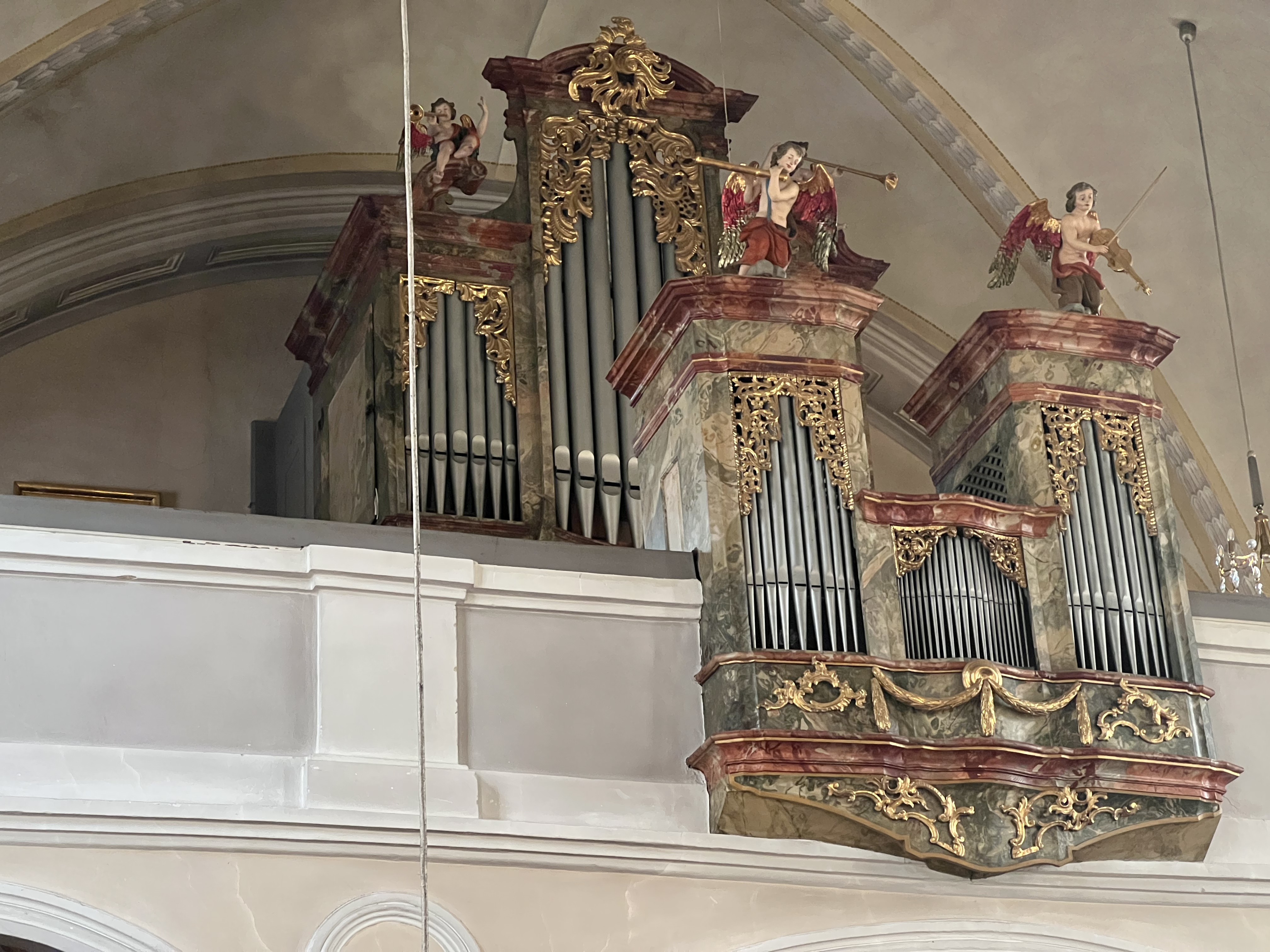
Orgel

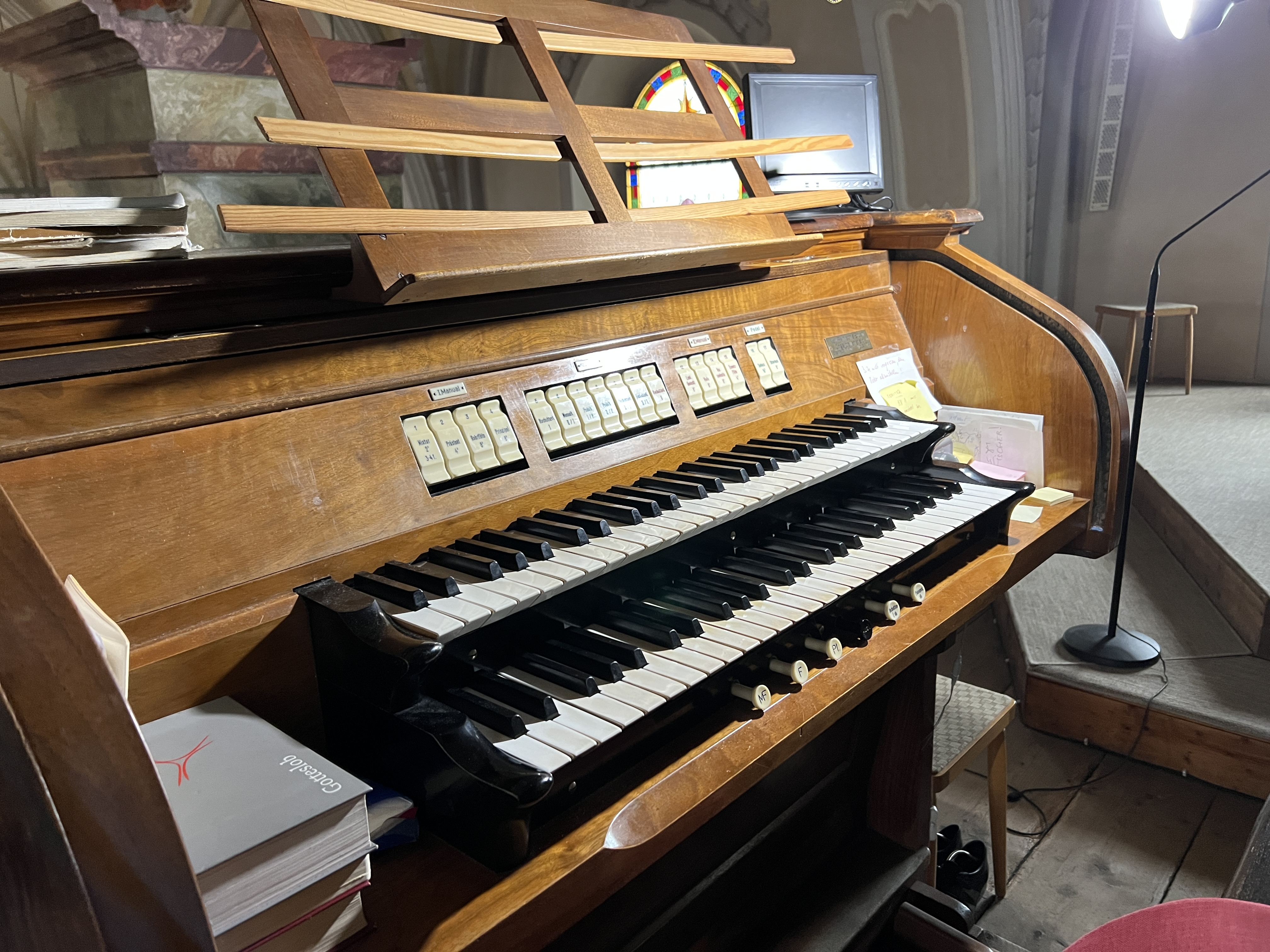
Spieltisch

| I. Manual        | II. Manual          | Pedal        |
| ---------------- | ------------------- | ------------ |
| Prinzipal 8‘     | Lieblich Gedeckt 8‘ | Subbass 16‘  |
| Rohrflöte 8‘     | Viola 8‘            | Oktavbass 8‘ |
| Prästant 4‘      | Vox coelestis 8‘    |              |
| Mixtur 2‘ III-IV | Traversflöte 4‘     |              |

- Koppeln:
  - II/I
  - I/P
  - II/P
  - Super I
  - Super II
  - Super II/I
  - Sub II/I

### Glocken
Das Geläute der Wallfahrtskirche Eichkögl ergibt ein Gloria-Te-Deum bestehend aus fünf Glocken.
| Nr. | Bild | Schlagton | Gießer                               | Gussjahr |
| --- | ---- | --------- | ------------------------------------ | -------- |
| 1   |      | h‘        | Glockengießerei Pfundner, Wien       | 1949     |
| 2   |      | cis″      | Glockengießerei Pfundner, Wien       | 1949     |
| 3   |      | dis″      | Glockengießerei Pfundner, Wien       | 1949     |
| 4   |      | fis″      | Glockengießerei Grassmayr, Innsbruck | 1992     |
| 5   |      | g″        | Glockengießerei Oberascher, Salzburg | 1996     |

## Wallfahrtskirche
Es gibt jeden 13. Tag des Monats eine Dekanatswallfahrt zur Wallfahrtskirche. Ein gekennzeichneter Pilgerweg führt von Eichkögl nach Mariazell. Die Kirche verfügt über einen Ausstellungsraum, die sogenannte „kleine Schatzkammer“, wo Ausstellungsstücke die Geschichte des Wallfahrtsortes zeigen.